# Ponga
Ponga – gmina w Hiszpanii, w prowincji Asturia, w Asturii, o powierzchni 205,98 km². W 2011 roku gmina liczyła 686 mieszkańców.